# Bartol Kašić

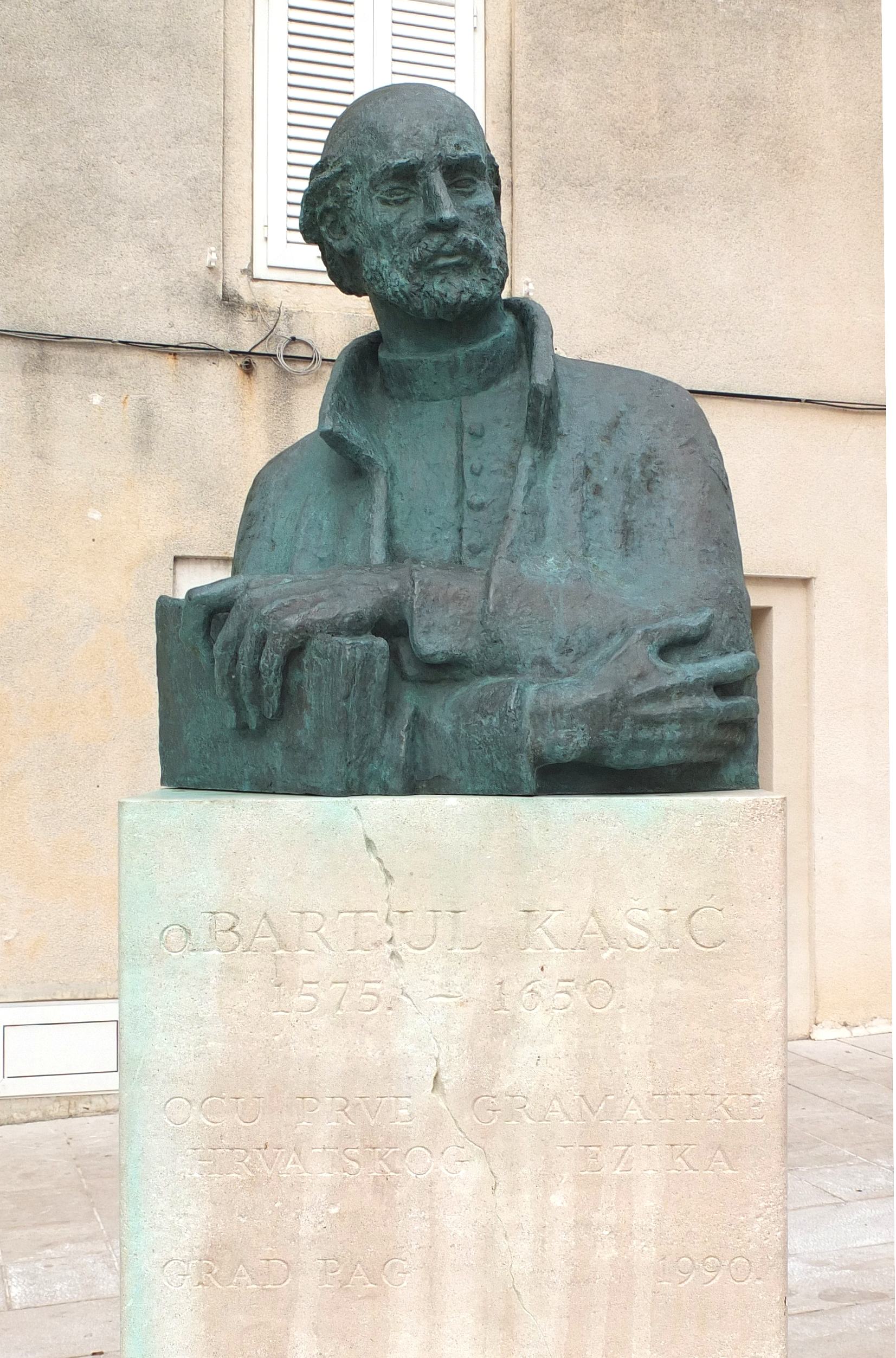
Büste von Bartol Kašić in Pag

Bartol Kašić (auch Bartul Kašić, gelegentlich auch mit dem Zusatz Bogdančić oder Pažanin, lateinisch Bartholomaeus Cassius bzw. Abl. Bartholomaeo Cassio; * 15. August 1575 auf Pag; † 28. Dezember 1650 in Rom) war ein Jesuit, Bibelübersetzer, Schriftsteller und Sprachwissenschaftler.

## Leben
Bartol Kašić wurde 1575 auf der Adriainsel Pag im heutigen Kroatien geboren. Er verlor schon früh seinen Vater und wurde daraufhin von seinem Onkel mütterlicherseits Luka Deodati Bogdančić, einem Pager Geistlichen, aufgenommen, von dem er lesen und schreiben lernte. 1595 trat er dem Jesuitenorden in Rom bei. Schon als Student interessierte er sich für die kroatische Sprache und verfasste ein handschriftliches Italienisch-Illyrisches bzw. Slowenisches Wörterbuch.

### Missionsreisen
Von 1609 bis 1612 unterrichtete er in Dubrovnik als Lehrer für Grammatik. Im Jahr 1612 wurde er vom Papst auf eine Missionsreise in die Gebiete unter osmanischer Herrschaft nach Bosnien, in den Sandschak von Smederevo, nach Belgrad, Vukovar und Osijek geschickt. Im Jahr 1618 wurde Kašić auf eine zweite Missionarsreise geschickt. Nach Rom kehrte er endgültig erst im Jahr 1635 wieder zurück, wo er im Jahre 1650 starb.

### Die Bibelübersetzung
Zu den Arbeiten Kašićs gehören neben literarischen und sprachwissenschaftlichen Werken auch zahlreiche Übersetzungen und Überarbeitungen zu theologischen Werken der Gegenreformation.
1625 begann Kašić selbständig mit der Übersetzung des Neuen Testaments. Im Jahr 1625 erhielt er dann von der (Sacra) Congregatio de Propaganda Fide den Auftrag die (Vulgata) Bibel vollständig ins Kroatische zu übersetzen. 1631 sandte er die handschriftlichen Manuskripte der Kongregation in Rom. Der Druck der Bibel wurde letztendlich jedoch wieder abgelehnt.
Die Bibelübersetzung verfasste Kašić in der zeitgenössischen Sprache Dubrovniks in lateinischer Schrift. Die Kommission, die zur Beurteilung der Übersetzung eingesetzt worden war, hatte Bedenken, da der Text ihrer Meinung nach „weder in der Schrift des Heiligen Hieronymus noch in der des Heiligen Kyrill“ verfasst sei. Dem ersteren schrieb man zur damaligen Zeit die Glagoliza zu und letzterem die kyrillische Schrift. Da die Übersetzung von Kašić als Bibel für die (Südwest-)Slawen gedacht war, sollte sie nach Meinung einiger Kirchenvertreter auch in der (nach damaliger Auffassung) ursprünglichen Schrift der Slawen sowie der traditionell verwendeten kirchenslawischen Sprache geschrieben werden. Im Jahr 1633 reiste Kašić persönlich zu Papst Urban VIII. nach Rom und erhielt zunächst auch die Erlaubnis für den Druck seiner Bibelübersetzung. Das Heilige Offizium wurde nach erneutem Widerspruch mit der Entscheidung in diesem Streitfall beauftragt und kam zu dem Schluss: Es sei nicht nützlich, eine Übersetzung der Heiligen Schrift in der illyrischen volkstümlichen oder neuen Sprache, geschrieben in lateinischer Schrift, zu drucken („Non est expediens ut imprimatur versio Sacrae Scripturae facta lingua illyrica vernacula, seu nova, characteribus latinis“). Letztendlich wurde der Druck der Bibelübersetzung damit abgelehnt und das Werk nicht gedruckt. Nach erhaltenen Handschriften erschien die kroatische Bibel des Bartol Kašić 1999 erstmals in gedruckter Form.

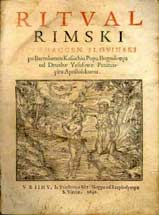
Titelblatt des kroatischen Rituale Romanum, 1640

### Weitere Übersetzungen
Zu den bedeutendsten Übersetzungen Kašićs in die illyrische Sprache zählt das Rituale Romanum Urbani VIII. pont. max jussu editum illyrica lingua (1640), eine Übersetzung des Rituale Romanum, welche noch bis ins Jahr 1929 verwendet wurde. Dieses Werk übernahm in der kroatischen Sprache die Rolle, welche bei anderen Völkern die Übersetzung der Bibel in die jeweilige Volkssprache spielte: es trug zur Vereinheitlichung und Normierung der kroatischen Sprache bei.

### Grammatische Schriften
Besondere Bedeutung erlangte Bartol Kašić als Verfasser der ersten illyrischen Grammatik, welche 1604 unter dem Titel Institutionum linguae illyricae libri duo in lateinischer Sprache erschien. Die Grammatik sollte in erster Linie als Handbuch für Missionare dienen und ihnen das Erlernen der Volkssprache erleichtern. Kašić beschrieb in der Grammatik zunächst die Schrift des Kroatischen und insbesondere die Graphem-Phonem Beziehungen. Durch die Beseitigung von Unregelmäßigkeiten und Mehrdeutigkeiten trug Kašić zur Standardisierung der kroatischen Orthographie bei. Darüber hinaus beschrieb die Grammatik auch die Deklination, Konjugation und die Syntax des Kroatischen. Kašić beschrieb keinen bestimmten regionalen Dialekt, sondern stellte in seiner Grammatik eine štokavisch-čakavische Ausgleichssprache dar, wie sie in der damaligen Literatur verwendet wurde.

## Werke (Auswahl)
- Institutionum linguae illyricae libri duo, Rom 1604.
- Rituale Romanum Urbani VIII. pont. max jussu editum illyrica lingua, Rom 1640.